# Kochma
Kochma (russisch Кохма) ist eine Stadt in der Oblast Iwanowo (Russland) mit 29.411 Einwohnern (Stand 14. Oktober 2010).

## Geografie
Kochma ist eine südöstliche Satellitenstadt der Oblasthauptstadt Iwanowo und nur etwa sechs Kilometer von dieser entfernt. Sie liegt an der Uwod, einem linken Nebenfluss der Kljasma im Flusssystem der Wolga.
Kochma gehört zum Rajon Iwanowo.

## Geschichte
Der Ort wurde erstmals 1619 als Roschdestwenskoje-Kochma erwähnt, wobei sich der erste Teil des Namens auf den Namen der Dorfkirche bezieht (russisch Roschdestwo Christowo für Christi Geburt), während der zweite Teil wahrscheinlich auf eine vorrussische Bezeichnung der Gegend zurückgeht (auch das nahe Iwanowo hieß im 17. Jahrhundert Iwanowo-Kochma).
1719 entstand im Dorf Kochma die erste Tuchweberei der Gegend.
1925 wurde dem Ort das Stadtrecht verliehen.

### Bevölkerungsentwicklung
| Jahr | Einwohner |
| ---- | --------- |
| 1939 | 18.983    |
| 1959 | 20.252    |
| 1970 | 22.323    |
| 1979 | 25.059    |
| 1989 | 26.962    |
| 2002 | 28.761    |
| 2010 | 29.411    |

Anmerkung: Volkszählungsdaten

## Wirtschaft und Infrastruktur

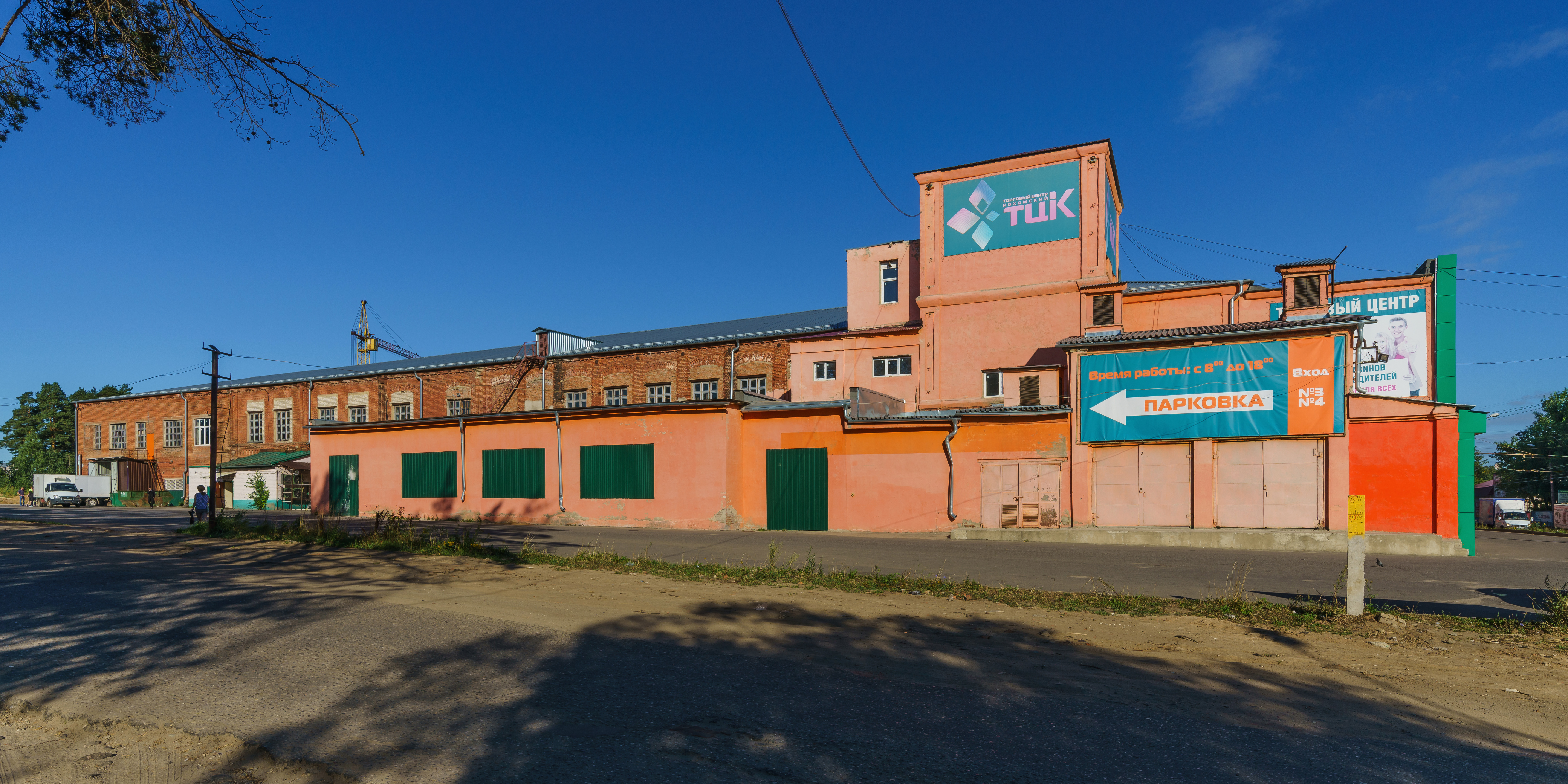
Früheres Fabrikgebäude in Kochma

In Kochma gibt es Betriebe der Textilindustrie (Baumwollstoffe, Leinenweberei), ein Werk für Baumaschinen und eine Fabrik für Emaillegeschirr.
Die Stadt liegt an der 1868 eröffneten Eisenbahnstrecke Nowki–Iwanowo (Streckenkilometer 328 ab Moskau). Durch Kochma führt die Straße R152 Rostow–Iwanowo–Nischni Nowgorod.
Kochma ist an das Trolleybusnetz der Stadt Iwanowo angeschlossen.